# LTBP2
La proteïna beta-binding factor 2 de creixement latent-transformant és una proteïna que en humans està codificada pel gen LTBP2.
La proteïna codificada per aquest gen pertany a la família de proteïnes d'unió beta (LTBP) del factor de creixement transformant latent (TGF), que són proteïnes de matriu extracel·lular amb estructura multidomini. Aquesta proteïna és el membre més gran de la família LTBP que posseeix regions úniques i amb més similitud amb les fibril·lines.
Per tant, s'ha suggerit que pot tenir múltiples funcions: com a membre del complex latent TGF-beta, com a component estructural de microfibril·les i un paper en l'adhesió cel·lular.